# Otto Hoepner
Otto Hoepner (* 23. Dezember 1856; † 7. April 1927) war ein deutscher Konteradmiral der Kaiserlichen Marine.

## Leben
Otto Hoepner trat am 8. April 1873 in die Kaiserliche Marine ein. Als Leutnant zur See war er 1886 Adjutant bei der I. Werftdivision in Kiel und war 1891 als Kapitänleutnant (Patent zum 19. Februar 1889) auf dem Artillerieschulschiff Mars. Ende September 1892 kam er von hier als Kompanieführer zur 1. Abteilung der I. Matrosen-Division.
Mit der Überführung zur Anfang Oktober 1893 neu aufgestellten Reserve-Division der Nordsee übernahm er im September 1893 das mit reduzierter Besatzung versehene Küstenpanzerschiff Beowulf. Im Januar 1894 gab er das Kommando ab und wurde im Oktober 1895 in Vertretung Kommandant des Panzerschiffs Kurfürst Friedrich Wilhelm.
Mit der erneuten Indienststellung am 1. April 1898 war er bis November 1899 als Korvettenkapitän (Beförderung am 18. Juni 1895) Kommandant des Kreuzers Schwalbe. Die Schwalbe kam unter seinem Kommando nach Ostafrika. 1900 war er als Fregattenkapitän zur Verfügung des Chefs der Marinestation der Ostsee.
Vom 24. September 1901 bis 27. September 1902 war er Kommandant des Linienschiffs Württemberg und wurde in dieser Position zum Kapitän zur See (Beförderung am 10. Oktober 1901) befördert. Im Mai 1904 erhielt er als Kommandeur der II. Werftdivision den Kronen-Orden II. Klasse verliehen. Im gleichen Monat wurde ihm sein Abschiedsgesuch bewilligt.
1908 wurde er zur Disposition gestellt und wurde Hafenkapitän von Wilhelmshaven und Vorstand des Abwicklungsbüros der Marinestation der Nordsee und des Schleusenbetriebs der Werft Wilhelmshaven. 1909 wurde sein erneuter Abschied bewilligt und er erhielt am 19. November 1909 den Charakter des Konteradmirals verliehen.
Später war Hoepner als Richter am Prisengericht in Hamburg.

## Werke (Auswahl)
- Pseudonym Hansa: Hamburg und Bremen in Gefahr! Alldeutscher Verband, 1906.
- Der Wert unserer deutschen Schlachtflotte. Harder, 1906.